# Didi Gregorius
Mariekson Julius Gregorius, detto Didi (Amsterdam, 18 febbraio 1990), è un giocatore di baseball olandese, interbase per i Philadelphia Phillies della Major League Baseball.

## Primi anni
Gregorius nacque ad Amsterdam, capitale dei Paesi Bassi, figlio di Johannes Gregorius, falegname ed ex giocatore di baseball, lanciatore per gli Amsterdam Pirates nel Campionato olandese di baseball e Sheritsa Stroop, ex giocatrice di softball della nazionale olandese. Anche suo fratello maggiore, Johannes Jr., è un giocatore professionista di baseball, militò nel campionato olandese e in quello italiano nell'Italian Baseball League; e più recentemente come interno a Curaçao. Il nonno paterno, Antonio, fu uno dei più grandi lanciatori di Curaçao della metà del XX secolo.
Gregorius incominciò a giocare a tee-ball in Olanda, prima di trasferirsi con la famiglia a Curaçao all'età di cinque anni. Giocò anche a calcio e basket in gioventù. Gregorius, suo padre e suo fratello sono tutti soprannominati "Didi", incominciò a usare il nome negli Stati Uniti quando si accorse che i compagni di squadra non riuscivano a pronunciare "Mariekson". Parla quattro lingue: olandese, papiamentu, inglese e spagnolo.

## Carriera
Gregorius fu scoperto da uno scout dei Cincinnati Reds, mentre giocava a un torneo under 18 in Olanda nel 2006. Firmò con i Reds come free agent nel 2007. Scelse di firmare con i Reds piuttosto che con i Seattle Mariners o San Diego Padres, perché i Reds erano disposti a portarlo negli Stati Uniti, mentre San Diego e Seattle progettavano di far cominciare la sua carriera nella Dominican Summer League o nella Venezuelan Summer League.
Esordì nella MLB il 5 settembre 2012, al Great American Ball Park di Cincinnati contro i Philadelphia Phillies. Partecipò in totale a 8 partite con i Reds durante la stagione 2012 di Major league.
Visto lo scarso impiego nei Reds, a causa dell'interbase partente Zack Cozart; Gregorius fu scambiato l'11 dicembre con i Cleveland Indians, che a loro volta lo scambiarono lo stesso giorno con gli Arizona Diamondbacks come parte di un commercio a tre squadre.

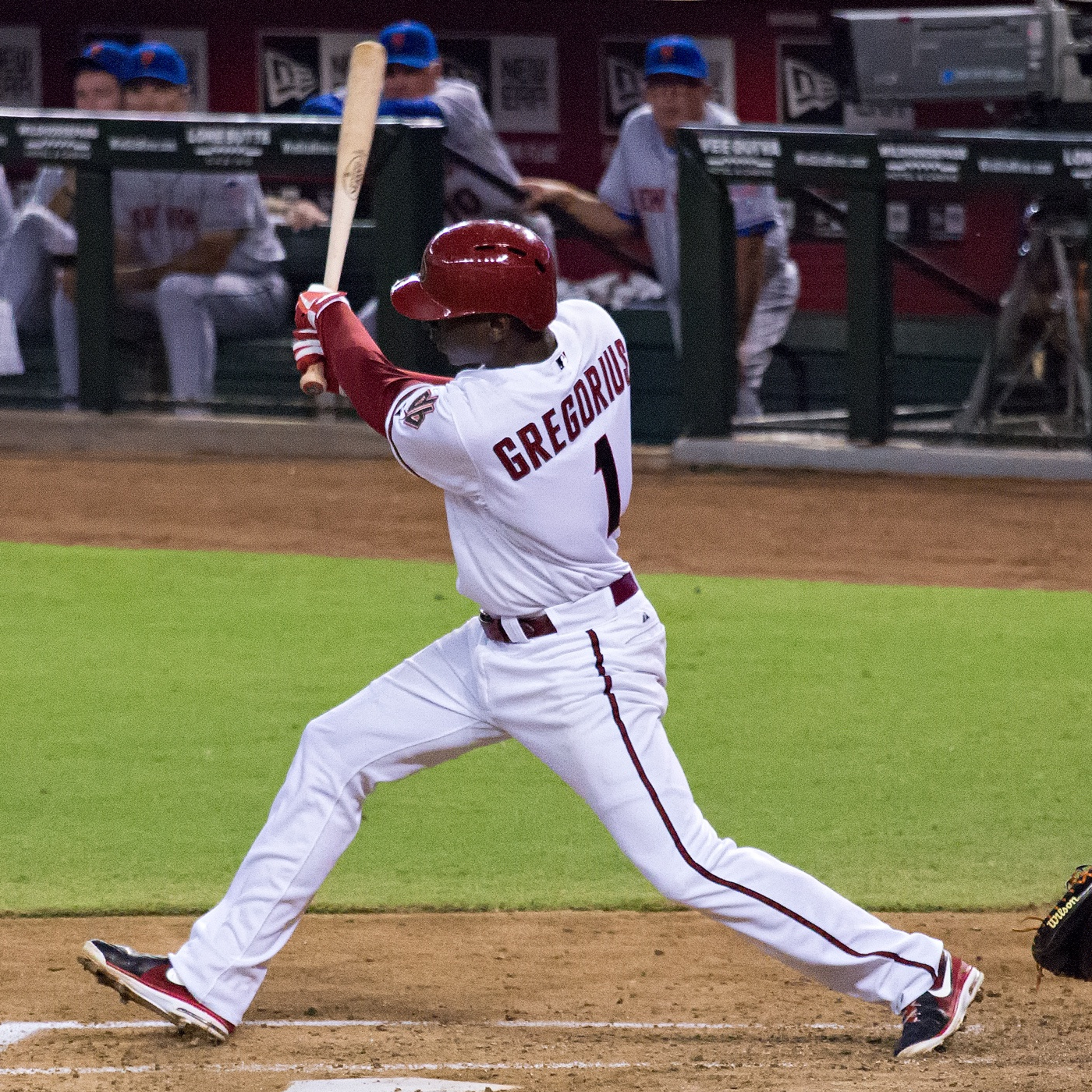
Gregorius con i Diamondbacks nel 2013.

Nella sua prima partita con i Diamondbacks, Gregorius colpì il suo primo fuoricampo in carriera lanciato da Phil Hughes degli Yankees, al primo lancio del suo primo turno di battuta. Il 27 aprile 2013 durante un turno di battuta, fu colpito nell'elmetto da una palla veloce a 150 km/h lanciata da Josh Outman, che gli ha provocato una lieve commozione cerebrale. Fu inserito nell'elenco degli infortunati per sette giorni, e ritornò disponibile la settimana successiva.
Il 5 dicembre 2014 i New York Yankees, bisognosi di un interbase per sostituire il ritirato Derek Jeter, acquisirono Gregorius tramite uno scambio a tre squadre, che coinvolse i D-backs e i Detroit Tigers.
Gregorius arrivò in finale per il Gold Glove 2015, dove però sconfitto dall'interbase dei Kansas City Royals Alcides Escobar.
Il 29 giugno 2016 Gregorius batté due fuoricampo facendo segnare 2 punti, aiutando così gli Yankees a rimontare e a vincere 9-7 una partita contro i Texas Rangers.
Gregorius saltò le prime partite della stagione 2017 a causa di un infortunio alla spalla, tornò in campo il 28 aprile. Il 10 giugno, Gregorius collezionò la sua 500ɑ valida. Dal 23 al 26 luglio segnò un fuoricampo per tre partite consecutive. Il 20 settembre batté il record per maggior numero di home run compiuti da un interbase degli Yankees.
Durante l'American League Wild Card Game 2017, Gregorius colpì un fuoricampo da tre punti, contro i Minnesota Twins. Nel corso dell'American League Division Series invece, colpì un fuoricampo da due punti contro il lanciatore Corey Kluber dei Cleveland Indians nella decisiva quinta partita.
Il 13 dicembre 2019, Gregorius firmò un contratto di un anno del valore di 14 milioni di dollari con i Philadelphia Phillies.

## Nazionale
Gregorius giocò per la nazionale di baseball olandese nella Coppa del Mondo di baseball del 2011. Dopo aver battuto Cuba nella finale, i membri della squadra furono nominati cavalieri dell'Ordine di Orange-Nassau, al posto dei premi in denaro. Gregorius usa il nome Sir Didi Gregorius su Twitter.
Fu convocato al World Baseball Classic del 2013, ma un infortunio al gomito del braccio destro durante un allenamento, gli impedì di competere in quel torneo. Giocò per la nazionale olandese nel World Baseball Classic 2017, ma un infortunio alla spalla lo costrinse ad abbandonare la competizione in anticipo. L'infortunio inoltre lo tenne fuori dalla formazione degli Yankees per le prime tre settimane della stagione regolare 2017.

## Palmarès

### Nazionale
- Coppa del Mondo di baseball:  Medaglia d'Oro

Team Paesi Bassi: 2011

### Individuale
- Giocatore del mese: 1

AL: aprile 2018
- Giocatore della settimana:

AL: 29 aprile 2018